# Чемпионат СССР по боксу 1961
27-й чемпионат СССР по боксу проходил 22—26 марта 1961 года в Москве (РСФСР).

## Медалисты
| Весовая категория                   | Золото                                                 | Серебро                                        | Бронза                                                                                        |
| ----------------------------------- | ------------------------------------------------------ | ---------------------------------------------- | --------------------------------------------------------------------------------------------- |
| Наилегчайший вес (до 51 кг)         | Владимир Стольников «Трудовые резервы» (Ленинград)     | Михаил Рушанский Вооружённые силы (Ленинград)  | Виктор Быстров «Буревестник» (Московская область) Станислав Сорокин Вооружённые силы (Москва) |
| Легчайший вес (до 54 кг)            | Сергей Сивко «Трудовые резервы» (Москва)               | Вячеслав Чернов «Труд» (Москва)                | С. Уосис «Жальгирис» (Каунас) Л. Минасян «Спартак» (Ереван)                                   |
| Полулёгкий вес (до 57 кг)           | Алексей Засухин «Динамо» (Минск)                       | Анатолий Лагетко Вооружённые силы (Краснодар)  | Станислав Степашкин «Трудовые резервы» (Москва) Михаил Григорян «Спартак» (Баку)              |
| Лёгкий вес (до 60 кг)               | Геннадий Какошкин Вооружённые силы (Ленинград)         | Виликтон Баранников «Буревестник» (Москва)     | Александр Мачикин «Авангард» (Львов) Ян Асанов Вооружённые силы (Рига)                        |
| Первый полусредний вес (до 63,5 кг) | Алоиз Туминьш «Трудовые резервы» (Рига)                | Геннадий Журнаев «Буревестник» (РСФСР)         | Евгений Фролов «Труд» (Москва) В. Добренький «Трудовые резервы» (Москва)                      |
| Второй полусредний вес (до 67 кг)   | Ричардас Тамулис «Спартак» (Каунас)                    | Леонид Шейнкман «Буревестник» (Астрахань)      | Виктор Агеев «Труд» (Москва) Иван Бобков «Авангард» (Киев)                                    |
| Первый средний вес (до 71 кг)       | Борис Лагутин «Труд» (Москва)                          | Иосиф Будман «Спартак» (Ташкент)               | Ярослав Позняк Вооружённые силы (Литва) Геннадий Каминский Вооружённые силы (Белоруссия)      |
| Второй средний вес (до 75 кг)       | Валерий Попенченко «Динамо» (Ленинград)                | Анатолий Коромыслов Вооружённые силы (Тбилиси) | Виктор Новичков «Труд» (Москва) Евгений Феофанов «Трудовые резервы» (Москва)                  |
| Полутяжёлый вес (до 81 кг)          | Александр Пичков Вооружённые силы (Московская область) | Виль Ильченко «Красное Знамя» (Белоруссия)     | Дан Позняк Вооружённые силы (Вильнюс) В. Козловский «Спартак» (Белоруссия)                    |
| Тяжёлый вес (свыше 81 кг)           | Андрей Абрамов Вооружённые силы (Москва)               | Ангатолий Иванов «Динамо» (Минск)              | Янис Ланцерс «Динамо» (Рига) Вадим Емельянов Вооружённые силы (Ленинград)                     |